# Tomislav Farkaš
Tomislav Farkaš (* 4. Oktober 1971 in Zagreb) ist ein ehemaliger Handballspieler.

## Karriere
Der 1,90 Meter große Farkaš war auf der Position Linksaußen aktiv, konnte aber auch im linken Rückraum eingesetzt werden.

### Vereinsmannschaften
Farkaš war bei den Vereinen RK Sisak, RK Medveščak Zagreb, Badel 1862 Zagreb, TSV GWD Minden, VfL Bad Schwartau, TuS Nettelstedt, erneut RK Zagreb und Stralsunder HV aktiv, bevor er nach Israel zu ASA Tel Aviv wechselte und von 2005 bis 2007 nochmals beim Stralsunder HV spielte. Danach beendete er seine Laufbahn.
Mit dem RK Zagreb spielte er in der EHF Champions League.

### Nationalmannschaft
Er stand 95 Mal im Aufgebot der kroatischen Nationalmannschaft, unter anderem in dem Team, das bei der Weltmeisterschaft 1995 die Silbermedaille für den zweiten Platz gewann.
Sein erstes Spiel im Nationalteam Kroatiens bestritt er am 14. Januar 1991 gegen Japan; es war auch das erste Spiel überhaupt der kroatischen Nationalmannschaft.